# ZNF664
ZNF664 (англ. Zinc finger protein 664) – білок, який кодується однойменним геном, розташованим у людей на короткому плечі 12-ї хромосоми. Довжина поліпептидного ланцюга білка становить 261 амінокислот, а молекулярна маса — 30 284.
| 10         |  | 20         |  | 30         |  | 40         |  | 50         |
| ---------- |  | ---------- |  | ---------- |  | ---------- |  | ---------- |
| MIYKCPMCRE |  | FFSERADLFM |  | HQKIHTAEKP |  | HKCDKCDKGF |  | FHISELHIHW |
| RDHTGEKVYK |  | CDDCGKDFST |  | TTKLNRHKKI |  | HTVEKPYKCY |  | ECGKAFNWSS |
| HLQIHMRVHT |  | GEKPYVCSEC |  | GRGFSNSSNL |  | CMHQRVHTGE |  | KPFKCEECGK |
| AFRHTSSLCM |  | HQRVHTGEKP |  | YKCYECGKAF |  | SQSSSLCIHQ |  | RVHTGEKPYR |
| CCGCGKAFSQ |  | SSSLCIHQRV |  | HTGEKPFKCD |  | ECGKAFSQST |  | SLCIHQRVHT |
| KERNHLKISV |  | I          |  |            |  |            |  |            |

A: Аланін

C: Цистеїн

D: Аспарагінова кислота

E: Глутамінова кислота

F: Фенілаланін

G: Гліцин

H: Гістидин

I: Ізолейцин

K: Лізин

L: Лейцин

M: Метіонін

N: Аспарагін

P: Пролін

Q: Глутамін

R: Аргінін

S: Серин

T: Треонін

V: Валін

W: Триптофан

Задіяний у таких біологічних процесах, як транскрипція, регуляція транскрипції. 
Білок має сайт для зв'язування з іонами металів, іоном цинку, ДНК. 
Локалізований у ядрі.